# Szabó Pál Endre

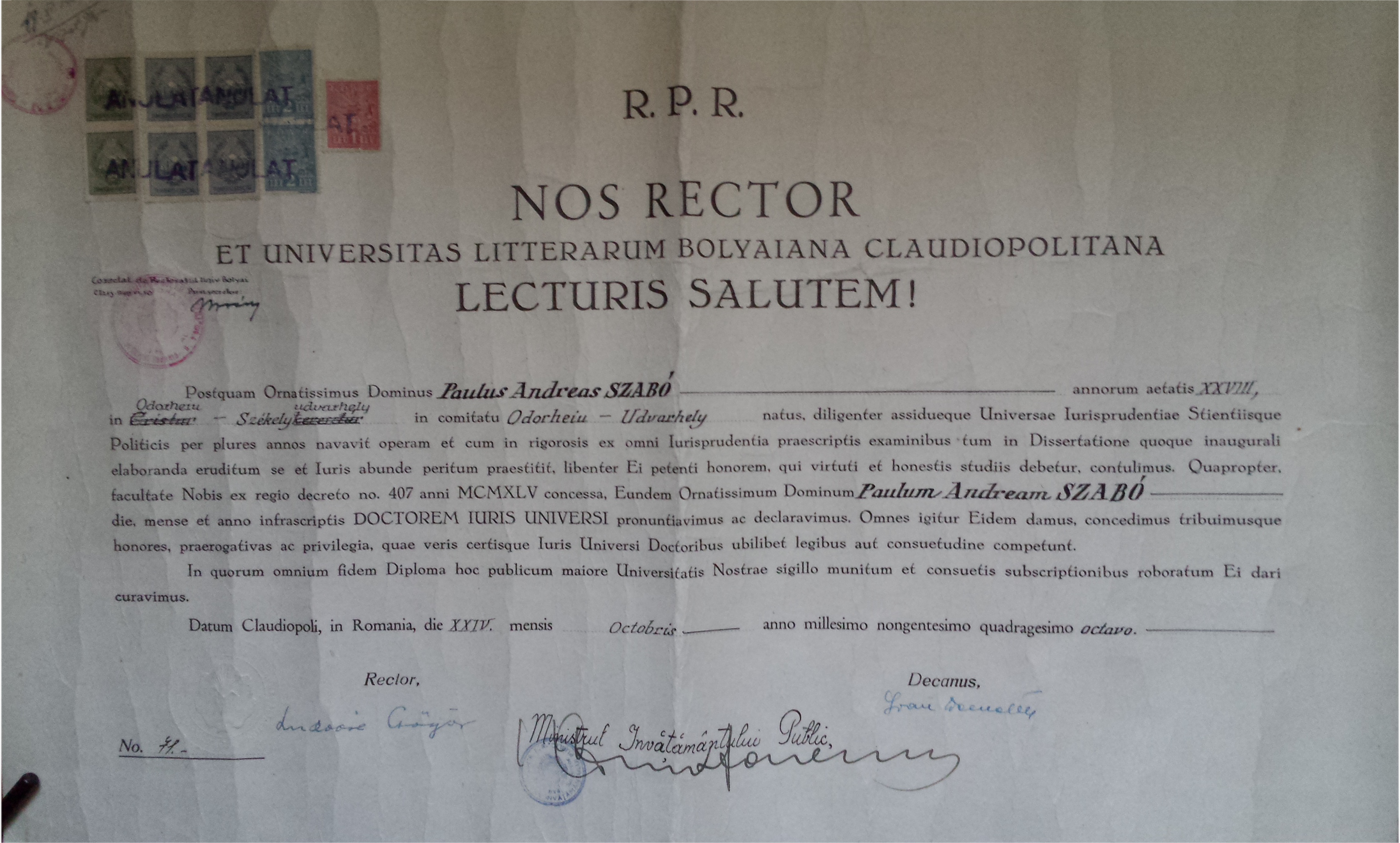
1948-ban a Bolyai Tudományegyetemen latin nyelven kiállított doktori oklevele

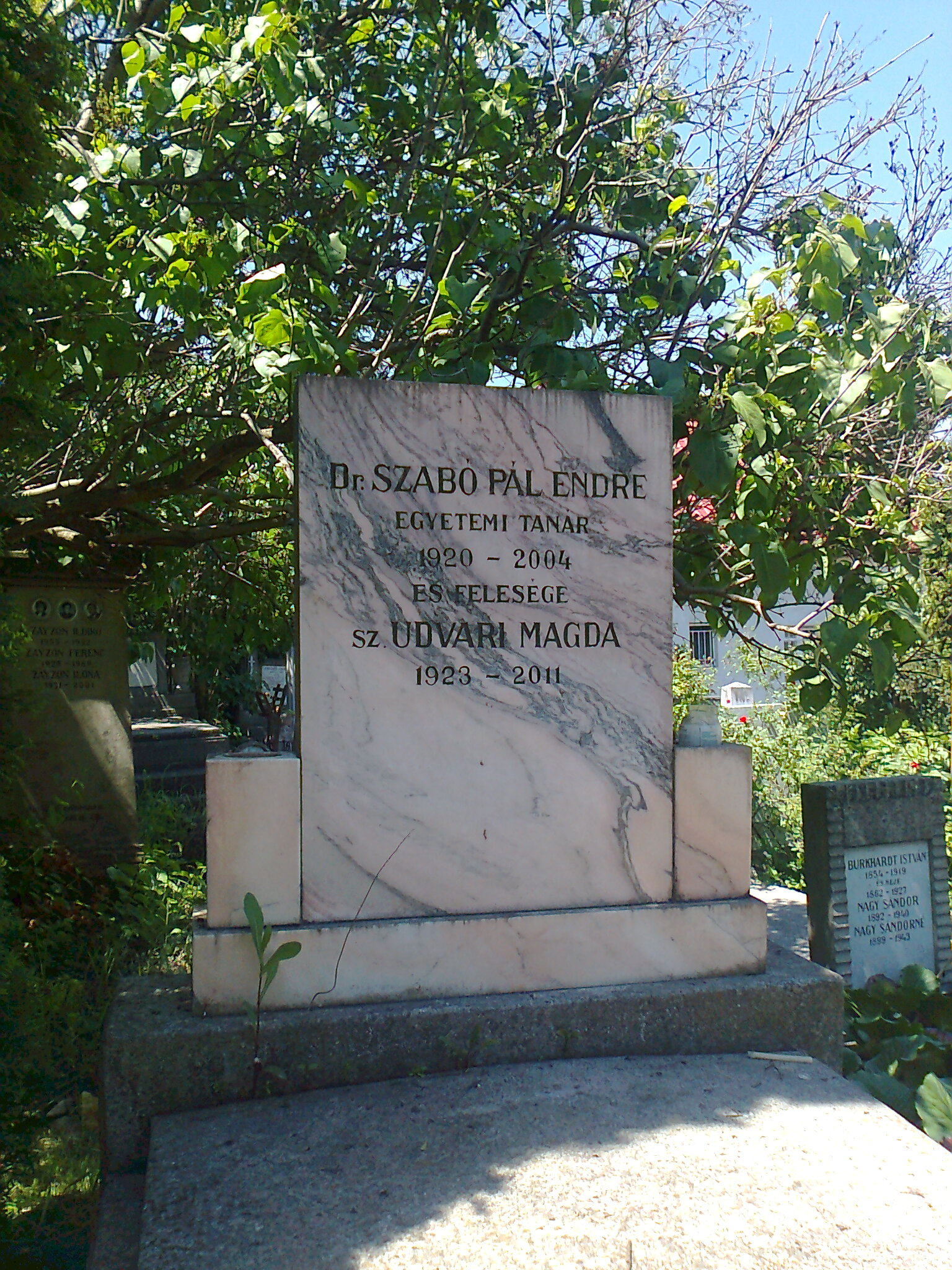
Sírja a kolozsvári Házsongárdi temetőben

Szabó Pál Endre (Székelyudvarhely, 1920. június 29. – Budapest, 2004. március 11.) erdélyi magyar jogász, jogi szakíró, egyetemi oktató.

## Életútja, munkássága
Középiskoláit a székelykeresztúri Unitárius Gimnáziumban végezte (1931–39); a kolozsvári I. Ferdinand, majd a Ferenc József Tudományegyetem Jog- és Államtudományi Karán (1939–41) kezdett tanulmányait a háború és a fogság miatt megszakítva, a Bolyai Tudományegyetemen (1946–48) szerzett jogi diplomát és doktorátust.
1949–59 között a Bolyai Tudományegyetem Nemzetközi Jogi Tanszékén docens, 1959–85 között, nyugdíjazásáig, a BBTE-n nemzetközi köz- és magánjogot, nemzetközi kereskedelmi jogot, polgári eljárásjogot, bíróságszervezést adott elő; 1991-től a nagyváradi Sulyok István Főiskolán óraadóként római jogból, nemzetközi köz- és magánjogból, az emberi jogok tárgyköréből tartott kurzusokat.
Első szaktanulmánya 1956-ban, a kolozsvári V. Babeş és Bolyai Egyetemek Közleményeiben jelent meg. Jogi vonatkozású cikkeit az Előre, Korunk, Utunk közölte.

## Kötetei (válogatás)
- A polgári jogvédelem (Bukarest, 1956. Jogi Kis Könyvtár);
- A bíróság szervei és az ügyészség (Bukarest, 1956);
- A polgári per mint jogvédelmi eszköz (Bukarest, 1957. Jogi Kis Könyvtár. Pál Endre néven);
- A Román Népköztársaság polgári eljárási joga (Kolozsvár, 1958);
- Drept internaţional privat (Kolozsvár, 1970);
- Dreptul comerţului internaţional (Kolozsvár, 1973);
- Înfierea (I. Albu és I. Reghini társszerzőkkel, Kolozsvár, 1977).